# Afterdark
Afterdark (jap. アフターダーク Afutā Dāku [= After Dark]) ist ein Roman von Haruki Murakami. Er erschien auf Japanisch 2004 und in deutscher Übersetzung von Ursula Gräfe 2005 im DuMont Buchverlag.

## Inhalt
Afterdark besteht aus 18 Kapiteln und erzählt die Geschichte mehrerer Personen in Tokio zwischen 23:56 Uhr und 6:52 Uhr.
Am Anfang trifft die Studentin Mari in einem Schnellrestaurant der Kette Denny’s Takahashi, einen Freund ihrer Schwester Eri. Dabei dreht sich das Gespräch darum, dass Takahashi dort immer den Hähnchensalat bestellt, Mari dies allerdings ablehnt, da das Hühnerfleisch aus Massentierhaltung stammt. Takahashi erfährt außerdem, dass Mari eine chinesische Schule besucht hat und Chinesisch spricht.
Nachdem sich Takahashi verabschiedet hat, weil er zu einer Posaunenprobe gehen muss, bekommt Mari Besuch von einer Mitarbeiterin des Love-Hotels Alphaville. Mari wird gebeten, Chinesisch zu dolmetschen, da eine Prostituierte von einem Freier geschlagen worden ist, sie aber nicht die Polizei verständigen können, da sich die Prostituierte illegal im Land aufhält. Stattdessen drucken sie das Bild des Freiers, das die Überwachungskamera gemacht hat, aus und beauftragen die Mafia, des Täters habhaft zu werden.
Danach geht Mari in ein anderes Schnellrestaurant, wo sie sich wieder mit Takahashi trifft, der von seiner Posaunenprobe zurückgekehrt ist. Sie unterhalten sich darüber, dass sich die Schwestern Mari und Eri sehr voneinander unterscheiden. Takahashi erzählt von seinem Jurastudium und empfiehlt Mari den Film Love Story. Als Takahashi ein Thunfischsandwich isst, wirft Mari ein, dass auch Thunfisch ungesund sei, da sich in ihm Quecksilber anreichere. Zum Schluss gesteht Mari, dass sie schon in kurzer Zeit ein Auslandssemester in Beijing antreten werde.
Nach Tagesanbruch findet Takahashi in der Käsetheke einer Seven-Eleven-Filiale ein Handy, das ein Kunde dort vergessen hat. Er bemerkt, als er den letzten Anrufer zurückruft, dass dieser ihn beschimpft und bedroht.
Zur selben Zeit kommt Mari zuhause an und legt sich neben Eri schlafen, in deren Zimmer mehrmals während der Erzählung eingeblendet wurde.

## Kritik
„Keine Chance: neben ‚Afterdark‘ erscheint selbst sozialpädagogisches 80er-Jahre-Kinderbuchgewäsch wie ‚Neues vom Süderhof‘ oder ‚Die Pizza-Bande‘ unbequem, fordernd, faszinierend ambivalent. […] Und auch die beliebte ‚allenfalls für Komplettisten interessant‘-Schlussfloskel greift in diesem Falle nicht: gerade Komplettisten sollten um dieses Buch einen weiten Bogen machen. Vorausgesetzt, sie wollen Komplettisten bleiben.“